# منیر درکیچ
منیر درکیچ 
(به بوسنیایی: Munir Drkić) ایران‌شناس بوسنیایی و دانشیار گروه زبان و ادبیات فارسی دانشگاه سارایوو است.
او برای نگارش کتاب چندزبانی در مثنوی برگزیدهٔ جشنواره فارابی شد.